# Bánh mì trắng
Bánh mì trắng là một loại bánh mì được làm từ bột lúa mì ở giai đoạn cám và mầm đã được loại bỏ thông qua một quá trình xay xát. Sau khi loại bỏ các cám, trong đó có dầu, cho phép sản phẩm được làm ra với dạng bánh mì màu trắng và có khả năng lưu trữ được lâu. Bánh mì trắng làm từ bột mì trắng tinh luyện có hàm lượng chất xơ không cao bằng bánh mì trắng làm từ bột mì trắng thô (còn vỏ cám). Ngày nay có đề nghị nên thay thế loại bánh mì trắng bằng việc sử dụng bánh mì ngũ cốc.
Loại bánh mì này có thể ăn sáng cùng mứt, kẹp thịt làm sandwich hay kẹp phômai nướng giòn… Thành phẩm bánh mịn mềm, không ngọt quá. Sản phẩm bánh mì trắng làm từ bột mì thô để có được tối đa những lợi ích cho sức khỏe. Nó có thể thay thế cho những món ăn giàu calo vì hàm lượng calo thấp và giàu dưỡng chất. Tùy vào cách chế biến, một lát bánh mì trắng cung cấp 69% calo từ chất bột đường, 15% từ chất béo và 16% từ protein. Tuy nhiên có cảnh báo những phụ nữ châu Á ăn theo chế độ ăn kiểu phương Tây gồm nhiều thịt, bánh mì trắng, sữa và bánh ngọt có nguy cơ mắc ung thư vú cao hơn các đối tượng khác. Nó là một trong những loại thực phẩm có thể gây hại cho thai nhi.